# Ryan (film)
A Ryan (eredeti cím: Ryan) Oscar-díjjal jutalmazott animációs dokumentumfilm, amely 2004-ben került bemutatásra. A nagy hatású Chris Landreth készítette a szintén nagy hatású Ryan Larkin kanadai animátorról, aki utolsó éveiben egy facsúszdán élt Montréalban, drog- és alkoholfüggőként.

## A film
A Ryan animációs interpretáció egy Ryan Larkinnel készült valós interjú alapján, melyet a film rendezője, Chris Landreth szervezett meg. A Ryanből, szintén az NFB segítségével elkészült egy másik dokumentumfilm is, az Alter Egos, Laurence Green rendezésében.

## Díjak, jelölések
A film 2004-ben megnyerte a legjobb rövidfilmnek járó Oscar-díjat és a Genie-díjat is a legjobb rövid animáció kategóriában. A film jól szerepelt a cannes-i fesztivál Kritikusok Hete szekciójában, a Velencei Filmfesztiválon, a Sundance Filmfesztiválon és a Torontói Nemzetközi Filmfesztiválon.
A rendező Landrethet korábban már egyszer jelölték Oscar-díjra, 1995-ben a The End című filmjéért.